# 麥吉本山
75°23′S 64°42′W / 75.383°S 64.700°W
麥吉本山（英語：Mount McKibben），是南極洲的山峰，位於帕爾默地，處於漢森灣西南面9公里和麥考嶺東南面6公里，美國地質調查局根據測量和美國海軍拍攝的空中照片繪入地圖，現時由南極條約體系管理。